# Higuerillas, Jalisco
Higuerillas är en ort i Mexiko.   Den ligger i kommunen San Ignacio Cerro Gordo och delstaten Jalisco, i den centrala delen av landet, 400 km väster om huvudstaden Mexico City. Higuerillas ligger 2 054 meter över havet och antalet invånare är 164.
Terrängen runt Higuerillas är platt åt nordost, men åt sydväst är den kuperad. Runt Higuerillas är det ganska tätbefolkat, med 72 invånare per kvadratkilometer. Närmaste större samhälle är Arandas, 14,6 km öster om Higuerillas. I omgivningarna runt Higuerillas växer huvudsakligen savannskog.